# Лено
Лено (итал. Lenno) је насеље у Италији у округу Комо, региону Ломбардија.
Према процени из 2011. у насељу је живело 1833 становника. Насеље се налази на надморској висини од 237 м.

## Становништво
Према резултатима пописа становништва 2011. у општини је живело 1.833 становника.
| 1936. | 1951. | 1961. | 1971. | 1981. | 1991. | 2001. | 2011. |
| ----- | ----- | ----- | ----- | ----- | ----- | ----- | ----- |
| 1.441 | 1.425 | 1.380 | 1.508 | 1.622 | 1.611 | 1.786 | 1.833 |